# Савельева, Александра Владимировна
Алекса́ндра Влади́мировна (Са́ша) Саве́льева (род. 25 декабря 1983, Москва, СССР) — российская певица, бывшая солистка поп-группы «Фабрика» (2002—2019), образованной в 2002 году на проекте «Фабрика звёзд-1».

## Биография
Родилась в Москве в семье кандидата наук Владимира Савельева и экономиста широкого профиля Надежды Савельевой.
С детства проявляла любовь к музыке и спорту. С 5 лет училась в школе фигурного катания у Ирины Моисеевой. Была принята в группу олимпийского резерва, но спустя два года покинула её.
Поступила в школу с эстетическим уклоном № 1089 (сейчас колледж «Коллаж»), училась в фольклорном классе и выступала в фольклорном ансамбле «Кувички». Обучалась в музыкальной школе им. Дунаевского на отделении фортепиано и духовом отделении (класс флейты). Оба отделения окончила с отличием.
В 1999 году поступила в ГМУ им. Гнесиных (отделение по подготовке руководителей народных хоров и фольклорных ансамблей). В 2011 окончила Академию им. Гнесиных по специальности продюсер.

## Творчество
Выступала в составе группы «Босиком» вместе с однокурсницами из училища. В 2001—2002 выступала в составе группы «Они» и вместе с другой солисткой группы Ириной Искрой давала концерты с группой «Аракс».
В 2002 году на Первом канале стартовало музыкальное реалити-шоу «Фабрика звёзд».
Савельева прошла основные отборочные туры и дошла до финала. 26 декабря 2002 года в с/к Олимпийский прошёл финальный концерт проекта «Фабрика звёзд». Группа «Фабрика», в состав которой вошла Савельева, заняла 2 место. Также в группе были Ирина Тонева, Сати Казанова и Мария Алалыкина, которая через 6 месяцев покинула коллектив.
Проработала в группе 16 лет и покинула коллектив в феврале 2019 года в связи со сроком беременности.

### Сольная карьера
В 2015 году выпустила видео на песню «Воскреси меня», которое приурочила к пятой годовщине свадьбы с Кириллом Сафоновым.

### Композитор
Написала альтернативный вариант саундтрека к фильму «Весельчаки» и музыку к песням «Ой мама, я влюбилась» и «Заболела тобой», которые вошли в альбом группы «Фабрика» «Девушки фабричные».

### Ведущая на ТВ
В октябре 2014 года стало известно, что Савельева и актёр Константин Крюков стали ведущими шоу о фехтовании «Дуэль» на канале «Россия 2».

## Личная жизнь
17 апреля 2010 года вышла замуж за актёра Кирилла Сафонова. 22 марта 2019 года родила сына Леона. С 2022 года живет в Израиле, но приезжают в Россию. 

## Видео
| Год                      | Клип                     | Режиссёр                 | Альбом                   |
| В составе группы Фабрика | В составе группы Фабрика | В составе группы Фабрика | В составе группы Фабрика |
| ------------------------ | ------------------------ | ------------------------ | ------------------------ |
| 2003                     | «Про любовь»             | Фёдор Бондарчук          | «Девушки фабричные»      |
| 2003                     | «Море зовёт»             | Фёдор Бондарчук          | «Девушки фабричные»      |
| 2003                     | «Девушки фабричные»      | Фёдор Бондарчук          | «Девушки фабричные»      |
| 2004                     | «Рыбка»                  | Глеб Орлов               |                          |
| 2005                     | «За горизонт»            |                          |                          |
| 2005                     | «Не виноватая я»         | Фёдор Бондарчук          | «Мы такие разные»        |
| 2006                     | «Романтика»              | Виктор Придувалов        | «Мы такие разные»        |
| 2007                     | «Зажигают огоньки»       | Владимир Якименко        | «Мы такие разные»        |
| 2008                     | «Мы такие разные»        | Фёдор Бондарчук          | «Мы такие разные»        |
| 2010                     | «Али-Баба»               | Евгений Курицын          | будущий альбом           |
| 2010                     | «Я тебя зацелую»         | Марат Адельшин           | будущий альбом           |
| 2011                     | «Остановки»              | Евгений Курицын          | будущий альбом           |
| 2012                     | «Она — это я»            | Александр Селивёрстов    | будущий альбом           |
| 2012                     | «Фильмы о любви»         | Алан Бадоев              | будущий альбом           |
| 2013                     | «Не родись красивой»     | Марат Адельшин           | будущий альбом           |
| 2015                     | «Секрет»                 | Марат Адельшин           | будущий альбом           |
| 2016                     | «А я за тобой»           |                          | будущий альбом           |
| 2017                     | «Полюбила»               | Кирилл Сафонов           |                          |
| 2017                     | «Бабочки»                |                          |                          |
| 2018                     | «Вова Вова»              |                          |                          |
| 2018                     | «Могла как могла»        |                          |                          |
| 2019                     | «По мосту»               |                          |                          |
| Сольная карьера          |                          |                          |                          |
| 2015                     | «Воскреси меня»          | Кирилл Сафонов           | будущий альбом           |

## Премии
- 2004 — «Стопудовый хит за песню — Про любовь» (в составе «Фабрики»).
- 2004 — «Золотой граммофон за песню — Про Любовь» (в составе «Фабрики»).
- 2005 — «Золотой граммофон за песню — Лёлик» (в составе «Фабрики»).
- 2005 — «Glamour» (поп-группа года, в составе «Фабрики»).
- 2006 — «Золотой граммофон за песню — Не виноватая я» (в составе «Фабрики»).
- 2014 — «Золотой граммофон за песню — Не родись красивой» (в составе «Фабрики»).
- 2015 — «Золотой граммофон за песню — Лёлик» (в составе «Фабрики»).

## Реклама
В 2012 году стала лицом коллекции краски для волос Palette ICC Ослепительные Блонды.
С 2017 года — амбассадор бренда Mary Kay.